# NGC 5237
NGC 5237 is een elliptisch sterrenstelsel in het sterrenbeeld Centaur. Het hemelobject werd op 6 juni 1834 ontdekt door de Britse astronoom John Herschel.

## Synoniemen
- ESO 270-22
- MCG -7-28-5
- FAIR 160
- PGC 48139